# Henry Jones (Politiker)
Sir Henry Jones (* um 1532; † 24. September 1586) war ein walisischer Politiker, der neunmal als Abgeordneter für das House of Commons gewählt wurde.

## Herkunft
Henry Jones entstammte der walisischen Familie Jones. Er war der älteste Sohn von Sir Thomas Jones und seiner zweiten Frau Mary, einer Tochter von James Berkeley aus Thornbury in Gloucestershire. Seine Mutter war die Witwe von Thomas Perrot aus Haverfordwest. Zu seinen jüngeren Geschwistern gehörte Richard Jones, Sir John Perrot war sein Halbbruder.

## Leben
Henrys Vater war zu einem der bedeutendsten Angehörigen der Gentry von Südwestwales aufgestiegen. Henry Jones war gerade 21 Jahre alt, als er erstmals im März 1553 als Knight of the Shire gewählt wurde. Damit begann seine lange Karriere als Abgeordneter, in der es ihm gelang, in neun aufeinander folgenden Parlamenten als Knight of the Shire gewählt zu werden. Im März und im Oktober 1553 sowie im April und November 1554 wurde er als Knight of the Shire für Carmarthenshire und 1555 für Cardiganshire gewählt. Während des ersten Parlaments unter Königin Maria wurde er im Herbst 1553 zum Ritter geschlagen. Er diente 1557 unter dem 2. Earl of Rutland als Hauptmann einer Kompanie in den Niederlanden und kämpfte in der Schlacht bei Saint-Quentin. Während seiner Abwesenheit von Wales muss er um seine Wiederwahl gefürchtet haben, weshalb er 1558 als Kandidat des Earl of Pembroke als Abgeordneter für Old Sarum gewählt wurde. 1559 wurde er aber wieder als Knight of the Shire für Cardiganshire und 1563 und 1571 wieder als Knight of the Shire für Carmarthenshire gewählt. Neben verschiedenen anderen Ämtern war er von 1553 bis 1554 sowie von 1559 bis 1560 Sheriff von Cardiganshire, von 1573 bis 1574 sowie von 1583 bis 1584 Sheriff von Carmarthenshire und von 1581 bis 1582 Sheriff von Breconshire. 
Nach dem Tod seines Vaters 1558 oder 1559 erbte Jones dessen Besitzungen, darunter Abermarlais in Carmarthenshire. Während der Herrschaft von Königin Maria und während der Herrschaft von Königin Elisabeth I. galt er bis zu seinem Tod als der führende Politiker von Carmarthenshire und Cardiganshire. Von 1569 an war er in jeder Parlamentskommission vertreten, die sich mit Belangen der beiden Counties befasste. 1581 gehörte er zu den sieben Beauftragten des Privy Council, die Unregelmäßigkeiten in der Diözese St Davids untersuchen sollten. 1573 versuchte der Earl of Essex seine Ernennung zum Sheriff von Carmarthenshire zu verhindern, da er ihn des Katholizismus verdächtigte. Sein Katholizismus kann jedoch nicht stark ausgeprägt gewesen sein, denn in seinem Testament stiftete Jones Gelder für die Kathedrale von St Davids und für die Reparatur der anglikanischen Pfarrkirche von Llansadwrn.

## Familie und Nachkommen
In erster Ehe heiratete Jones um 1553 Elizabeth, eine Tochter von Matthew Herbert aus Cogan Pill. Sie war eine Nichte des Earls of Pembroke. Mit ihr hatte er mindestens einen Sohn. Nach dem Tod von Elizabeth 1571 heiratete er in zweiter Ehe Eleanor, eine Tochter des 2. Earl of Worcester. Sie war die Witwe von Sir Roger Vaughan aus Porthaml in Breconshire. In dritter Ehe heiratete er am 31. August 1584 Elizabeth, eine Tochter von Sir John Salusbury aus Lleweni in Denbighshire. Sie war die Witwe von John Salesbury aus Rûg. Daneben hatte er mindestens einen unehelichen Sohn namens John. Sein Haupterbe wurde sein ältester Sohn Sir Thomas Jones aus seiner ersten Ehe mit Elizabeth Herbert.